# شواطئ آغنيس
شواطئ آغنيس (بالفرنسية: Les Plages d'Agnès)‏ هو فيلم وثائقي أُصدر في 2008. الفيلم من إخراج آغنيس فاردا الذي تولّى كتابة السيناريو أيضًا.

## القصة
سيرة ذاتية لأشهر مصورة -مخرجة نسوية فرنسية. تسافر أغنيس فاردا عبر نهر الزمن في قارب شراعي (وترى نفسها مراهقة مرة أخرى)، وتتبع رحلة «مكانس وفرشاة الثمانين» التي قدمها جيرانها في عيد ميلادها في مايو 2008 (أواني شعر الخيل وغيرها من المواد، من تنوع مكافئ لتنوع أعماله).
تسرد المخرجة، التي تحب تسجيل ذكرياتها وتخزينها في دفاتر الملاحظات وجمع أكوام من الصور، أبرز أحداث حياتها (الخاصة والفنية) والتي ستكون مثل العديد من الصور التي تعكسها المرايا المتناثرة على شاطئ سيت

## طاقم التمثيل
- آغنيس فاردا
- ماتيو ديمي
- روزالي فاردا
- جين بيركين
- جاك ديمي
- يولاند مورو

## وصلات خارجية
- شواطئ آغنيس على موقع IMDb (الإنجليزية)
- شواطئ آغنيس على موقع ميتاكريتيك (الإنجليزية)
- شواطئ آغنيس على موقع روتن توميتوز (الإنجليزية)
- شواطئ آغنيس على موقع نتفليكس (الإنجليزية)
- شواطئ آغنيس على موقع ألو سيني (الفرنسية)
- شواطئ آغنيس على موقع Turner Classic Movies (الإنجليزية)
- شواطئ آغنيس على موقع أول موفي (الإنجليزية)
- شواطئ آغنيس على موقع بوكس أوفيس موجو (الإنجليزية)
- شواطئ آغنيس على موقع فيلمافينيتي (الإسبانية)
- شواطئ آغنيس على موقع قاعدة بيانات الأفلام السويدية (السويدية)